# Landningsbana

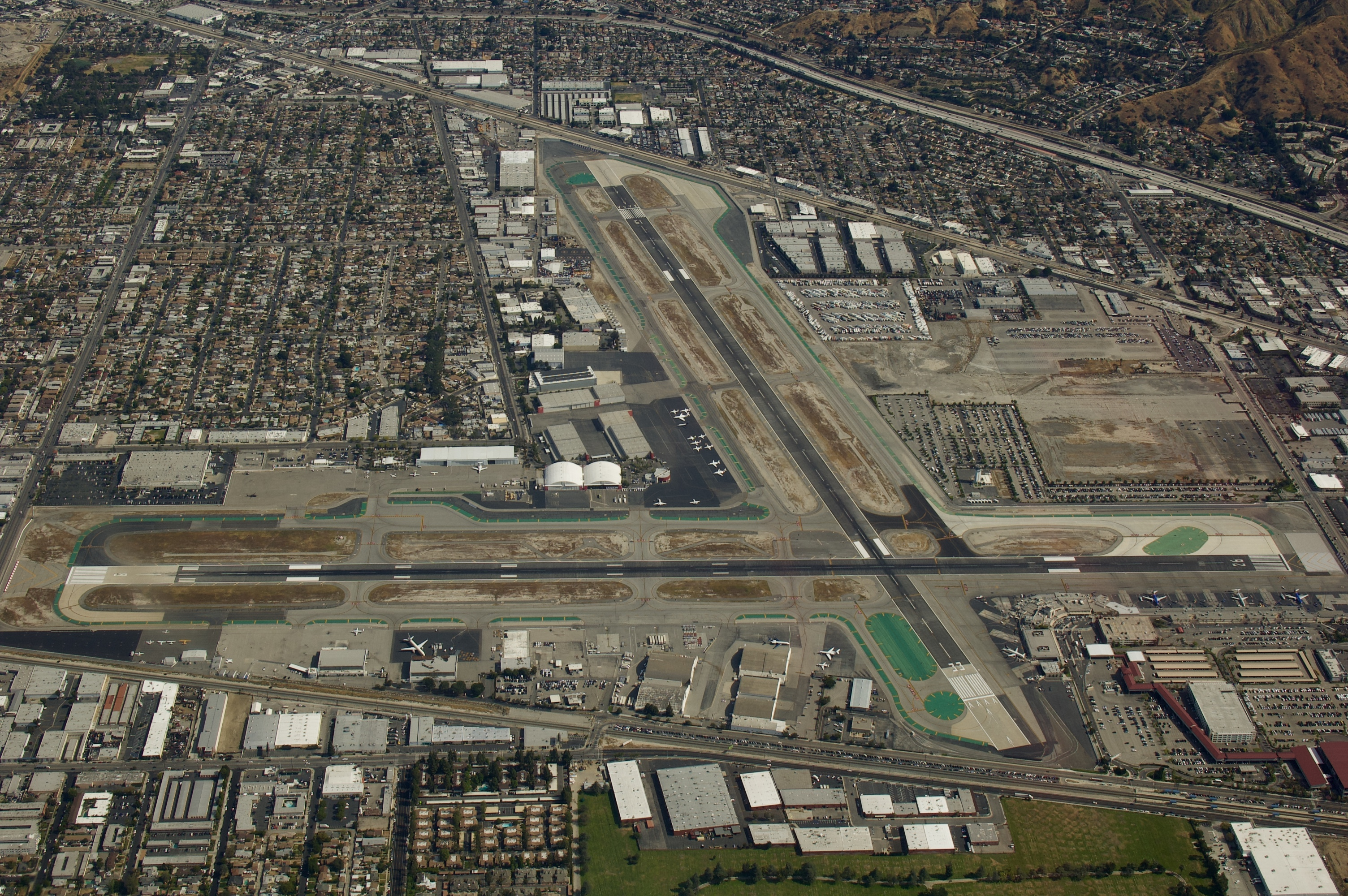
Flygbild över Hollywood Burbank Airport i San Fernando Valley, där landningsbanornas nummer är synliga.

En landningsbana (även startbana, rullbana) är en sträcka land på en flygplats, på vilket ett flygplan kan starta eller landa. Landningsbanor kan vara gjorda av asfalt eller betong, alternativt kan de ligga på gräs, jord eller grus.
Numrering av start- och landningsbanor består av den magnetiska kompassriktningen avrundad till närmaste tiotals grader (undantag finns). En bana i östvästlig riktning har då numret 09 vid start mot öster och 27 vid start mot väster. När det finns två eller tre parallella banor betecknas dessa med bokstäverna L (Left), C (Center) och R (Right), till exempel 04L/22R respektive 04R/22L på Kastrup. Vissa nummer, bana 13/31 och bana 02/20, används inte i Sverige på grund av risk för förväxling.
Taxibanor är banor för flygplanens markkörning mellan start- och landningsbanor och flygplatsens stationsområde.
Banans längd avgör hur stora plan man kan ha och hur mycket de kan lasta. Propellerplan är gjorda för lite lägre fart och kan klara kortare banor. Större och tyngre lastade plan kräver längre bana. Högt belägna flygplatser behöver också längre banor, på grund av den tunna luften. Vid kommersiell drift nära havsnivå brukar banan anses behöva vara ungefär 800 meter för utvalda mindre propellerplan på korta sträckor (lite bränsle), 1 500 meter för mindre jetplan på korta sträckor, 2 500 meter för mellanstora jetplan på längre sträckor och 3 500 meter för de största planen, med full tank för interkontinentala flygningar.